# Joey Tempest
Pour les articles homonymes, voir Tempest.
Rolf Magnus Joakim Larsson, dit Joey Tempest, est un chanteur et musicien suédois, né le 19 août 1963 à Upplands Väsby (Stockholm).

## Biographie

### Jeunesse
Rolf Magnus Joakim Larsson naît le 19 août 1963 à Upplands Väsby, dans la banlieue de Stockholm.
À l'âge de sept ans, il apprend à jouer de la guitare grâce à un ami de son père et, à dix ans, décide d'apprendre à jouer du piano après avoir entendu Elton John à la radio. Il trouve enfin sa première passion : écrire des chansons et les enregistrer pour les faire parvenir aux gens dans le monde. Un album l'a particulièrement inspiré : Space Oddity de David Bowie. À onze ans, il obtient sa première guitare électrique et forme son premier groupe « Jet ».
À quinze ans, il rencontre John Norum, avec qui il formera plus tard le groupe « Force », prémices de ce que sera « Europe ». Il est influencé par des albums comme Strangers in the Night d'UFO, Live and Dangerous de Thin Lizzy, et Made in Japan de Deep Purple.

### Vie privée
Joey Tempest vit à Londres avec son épouse Lisa Worthington et leurs deux fils, James Joakim Larsson (né en 2007) et Jack Johnston Larsson (né en 2014). En septembre 2009, dans l'émission radio de BBC 6 Music, devant Bruce Dickinson, il explique sa décision de vivre à Londres.
Toujours en 2009, Liam Allen de BBC lui pose la question : « Vous êtes-vous déjà sentis gênés par votre coiffure et vos vêtements que vous portiez à l'époque ? », Joey Tempest lui répond : « Non, pas vraiment. Nous étions très jeunes, et nous faisons partie de la génération MTV – nous étions même l'un des plus grands groupes sur MTV. Je voulais juste ressembler à Robert Plant, pour être honnête. ».

## Discographie

### Albums studio avec Europe
- 1983 : Europe
- 1984 : Wings of Tomorrow
- 1986 : The Final Countdown
- 1988 : Out of This World
- 1991 : Prisoners in Paradise
- 2004 : Start from the Dark
- 2006 : Secret Society
- 2009 : Last Look at Eden
- 2011 : Bag of Bones
- 2015 : War of Kings
- 2017 : Walk the Earth

### Albums studio en solo
- 1995 : A Place to Call Home
- 1997 : Azalea Place
- 2002 : Joey Tempest